# Уикс, Кент Р.
Кент Р. Уи́кс (Кент Р. Викс, англ. Kent R. Weeks; род. 16 декабря 1941, Эверетт, Вашингтон) — американский египтолог и археолог, доктор наук.
Родился Кент Викс в американском городке Эверетт штата Вашингтон. В возрасте восьми лет он решил стать египтологом.
Изучал антропологию в Вашингтонском Университете в Сиэтле. Здесь же он получил степень магистра.
Впервые посетил Египет в 1963-м году и был активистом на плановых раскопках в Нубии, проводимых в соответствии с планом постройки Асуанской дамбы.
Свою профессиональную карьеру доктор Викс начал с назначения его ассистентом куратора египетского искусства в Музее искусств Метрополитен. В 1988 году он получил степень профессора египтологии в Американском университете в Каире.
Его супруга — Сьюзан Викс (Susan Weeks), тоже археолог, а также одарённый художник.
В 1978 году Викс основал Фиванский картографический проект (Theban Mapping Project) — чрезвычайно амбициозный план по фотографированию и картографированию всех объектов — храмов и гробниц Фиванского некропля. На сегодняшний день наиболее выдающееся достижение проекта — расчистка и исследование комплекса KV5 — так называемой «гробницы детей Рамсеса II», в которой похоронено 62 сына этого фараона.

## Публикации
- Atlas of the Valley of the Kings: The Theban Mapping Project
- The Lost Tomb, 1998
- The Illustrated Guide to Luxor and the Valley of the Kings
- The Valley of the Kings: The Tombs and the Funerary of Thebes West, (editor)